# James McRae
James McRae (Adelaida, 27 de junio de 1987) es un deportista australiano que compitió en remo.
Participó en tres Juegos Olímpicos de Verano, obteniendo dos medallas, bronce en Londres 2012 y plata en Río de Janeiro 2016, ambas en la prueba de cuatro scull, y el cuarto lugar en Pekín 2008, en la misma prueba.
Ganó tres medallas en el Campeonato Mundial de Remo entre los años 2010 y 2014.

## Palmarés internacional
| Juegos Olímpicos   | Juegos Olímpicos          | Juegos Olímpicos  | Juegos Olímpicos |
| Año                | Lugar                     | Medalla           | Prueba           |
| ------------------ | ------------------------- | ----------------- | ---------------- |
| 2012               | Londres (Reino Unido)     | Medalla de bronce | Cuatro scull     |
| 2016               | Río de Janeiro (Brasil)   | Medalla de plata  | Cuatro scull     |
| Campeonato Mundial |                           |                   |                  |
| Año                | Lugar                     | Medalla           | Prueba           |
| 2010               | Cambridge (Nueva Zelanda) | Medalla de bronce | Cuatro scull     |
| 2011               | Bled (Eslovenia)          | Medalla de oro    | Cuatro scull     |
| 2014               | Ámsterdam (Países Bajos)  | Medalla de bronce | Doble scull      |